# ديبي هيوز (رسامة توضيحية)
ديبي هيوز (بالإنجليزية: Debbie Hughes)‏ هي رسامة توضيحية أمريكية، ولدت في 14 مايو 1958 في ليكسينغتون في الولايات المتحدة.